# شبنم ثريا
شبنم ثریا بالطاجيكية (Шабнами Сурайё)هي مطربة موسيقى بوب ورقصة كنت أصبحت الأكثر شعبية في طاجيكستان منذ عام 2006 ولها أيضا في أفغانستان شبعية كبيرة بسبب انها غنت عدد من الأغاني الأفغانية.في عام 2007 تم اختيار شابنام ثريا كسفيرة للنوايا الحسنة للأمم المتحدة إلى طاجيكستان للمساعدة في التوعية حول الإيدز